# Єдиний сільськогосподарський податок
Єдиний сільськогосподарський податок — податок, запроваджений 23 травня 1923 постановою ВУЦВК та РНК УСРР «Про єдиний сільськогосподарський податок». Із його введенням скасовувалися попередні натурально-грошові види оподаткування сільського населення (єдиний натуральний податок, трудгужподаток, подвірно-грошовий, одноразовий податок на відбудову сільського господарства, місцеві податки). Доцільність об'єднання всіх державних податків в єдиний с.-г. податок визнав XII з'їзд РКП(б) у квітні 1923. Є.с.п. сплачували грішми та с.-г. продукцією за ринковими цінами. Обсяг податку для кожного селянського господарства залежав від посівного клину, наявності робочої та продуктивної худоби. Пільгами користувалися родини червоноармійців, інваліди громадянської війни. Податок дозволялося сплачувати золотими дореволюційними монетами. Весною 1928 уряд ухвалив новий закон про єдиний с.-г. податок, котрий сплачувало кожне окреме господарство з урахуванням його прибутковості по кожній галузі (тваринництво, рільництво, промисловість тощо). Діяв до застосування практики проведення хлібозаготівельних кампаній початку 1930-х рр.